# 2234 Шмадель
2234 Шмадель (2234 Schmadel) — астероїд головного поясу, відкритий 27 квітня 1977 року.
Тіссеранів параметр щодо Юпітера — 3,204.
Названо на честь німецького астронома Луца Д. Шмаделя, автора книги "Словник назв астероїдів" (англ. Dictionary of Minor Planet Names).